# پارک ملی و پناهگاه حیات وحش موته
پارک ملی و پناهگاه حیات وحش موته یکی از مناطق تحت حفاظت سازمان حفاظت محیط زیست ایران است که با وسعت ۲۰۵ هزار هکتار در شمال غربی استان اصفهان، شمال بخش میمه و جنوب غربی شهرستان دلیجان قرار دارد. پناهگاه حیات وحش موته در مابین شهرستان شاهین‌شهر و میمه، شهرستان محلات، جنوب شهر نیم ور و شهرستان گلپایگان قرار دارد. طبق سرشماری سال ۱۳۹۵ حدود ۸۵۱۰ راس آهو و ۱۹۶۶ راس کل و بز و ۷۵۷۶ راس قوچ و میش در منطقه حفاظت‌شده موته زندگی می‌کنند. از این روی از این منطقه حفاظت‌شده به عنوان مهم‌ترین پناهگاه آهوی ایرانی یاد می‌شود. تالاب شور گلپایگان نیز بخشی از این منطقه حفاظت‌شده است.

## تاریخچه حفاظت
پارک ملی و پناهگاه حیات وحش موته شامل دو سطح حفاظتی پناهگاه حیات وحش و پارک ملی است.
پناهگاه حیات وحش موته با پیشینه‌ای افزون بر ۵۱۰ سال حفاظت، منطقه‌ای با ارزش از نظر تنوع زیستی جانوری و گیاهی در ایران محسوب شده که سطح حفاظتی بخش‌هایی از آن اخیراً به پارک ملی ارتقا یافته است.
مساحت پناهگاه حیات وحش موته ۱۶۷۶۷۸ هکتار است. این پناهگاه حیات وحش طبق مصوبهٔ شمارهٔ ۶۰۶ در تاریخ ۹۵/۱۲/۲۴ به عنوان پناهگاه حیات وحش در فهرست مناطق تحت حفاظت سازمان محیط زیست ایران قرار گرفت.
مساحت پارک ملی موته (پارک ملی امن موته) ۳۶۹۱۴ هکتار است. این پارک ملی طبق مصوبهٔ شمارهٔ ۵۲۴ در تاریخ ۹۵/۱۲/۲۴ به عنوان پارک ملی در فهرست مناطق تحت حفاظت سازمان محیط زیست ایران قرار گرفت.

## تنوع جانوری
پارک ملی موته علاوه بر این‌که مهم‌ترین زیستگاه آهوی ایرانی است و بزرگ‌ترین و خالص‌ترین جمعیت آهوی ایرانی را در خود جای داده، ۲۵ گونه پستاندار، ۸۸ گونه پرنده و ۲۵ گونه خزنده را نیز در خود جای داده است. همچنین یک گونه دو زیست نیز در پناهگاه حیات‌وحش موته شناسایی و ثبت شده‌اند. یوزپلنگ ایرانی نیز زمانی در این منطقه زندگی می‌کرد آهوی ایرانی شاخص‌ترین جانوری است که در دشت موته زیست می‌کند؛ قوچ و میش، کل و بز، پلنگ، گربه وحشی، کفتار، گرگ، شغال، روباه، گراز، انواع جوندگان، خزندگان، آگامای پولک شاخی و پرندگانی از جمله کبک، تیهو، کوکر شکم‌سیاه، انواع چکچک، انواع چکاوک، شاهین، بالابان، دلیجه، عقاب و کرکس از گونه‌های جانوری دیگر این منطقه هستند.
پارک ملی و پناهگاه حیات وحش موته زیستگاه طیف گسترده‌ای از پرندگان شکاری مانند شاهین و بالابان و پرندگانی نظیر کبک، تیهو، باقرقره، کبوتر و انواع گنجشک‌سانان است.
تنوع خزندگان این زیستگاه نیز بالاست و گونه‌هایی چون گرزه‌مار، مار پلنگی، مار شاخدار، وارانوس و لاک‌پشت مهمیزدار در این منطقه زیست می‌کنند؛ همچنین، چند گونه دوزیست و ماهی نیز در برکه‌ها و چشمه‌های منطقه زندگی می‌کنند. همچنین شرایط مطلوب زیستگاهی و موقعیت جغرافیایی منطقه موته در مسیر پرندگان مهاجر باعث شده که در فصل‌های بارندگی، پاییز و زمستان، این منطقه شاهد حضور طیف گسترده‌ای از پرندگان مهاجر آبزی و کنارآبزی در آبگیرهای شور رباط ترک و تالاب شور گلپایگان باشد.

## تعارض‌ها و تهدیدها

### معدن تراورتن میمه
معدن تراورتن میمه در منطقه موته و در محدوده پناهگاه محافظت‌شده حیات وحش موته قرار دارد. فعالان محیط زیست اصفهان و مردم محلی به عملیات اکتشاف و راه‌اندازی معدن تراورتن توسط حوزه علمیه اصفهان معترض هستند و راه‌اندازی معدن را بهانه‌ای برای تخریب منطقه حفاظت‌شده برای کسب منافع اقتصادی توسط حوزه علمیه اصفهان ارزیابی می‌کنند.